# Kawri
Kaori, Hama (tiếng Ả Rập: كاوري) là một ngôi làng Syria nằm ở phó huyện Qalaat al-Madiq thuộc huyện Al-Suqaylabiyah, Hama. Theo Cục Thống kê Trung ương Syria (CBS), Kaori, Hama có dân số 671 trong cuộc điều tra dân số năm 2004.